# Nico Vergeylen
Nico Vergeylen (1968) is een Belgisch tafeltennisser.

## Levensloop
Door een mislukte operatie op vijfjarige leeftijd heeft Vergeylen geen kniegewricht meer in zijn rechterbeen. Ook heeft hij rechts een spitsvoet waardoor hij op zijn tenen van de rechtervoet loopt. Een aantal jaar na de mislukte operatie onderging hij een nieuwe operatie waarbij zijn rechterbeen 9 centimeter werd uitgerekt. Tijdens de revalidatie kwam Vergeylen in aanraking met het tafeltennis.
Hij nam deel aan de paralympische Zomerspelen van 1992, 1996, 2000, 2004 en 2008. Op de editie van 2004 te Athene behaalde hij goud met het Belgisch team. Daarnaast werd hij met het Belgisch team eenmaal Europees kampioen (2007) en behaalde hij driemaal zilver (2003, 2005 en 2009) en tweemaal brons (1991 en 2011) op een EK. Ook behaalde hij met de Belgische ploeg tweemaal zilver op de wereldkampioenschappen (2006 en 2010).
Daarnaast kwam Vergeylen ook uit in de reguliere Belgische tafeltennis competitie. Hij was aangesloten bij TTC Sint-Niklase en TTC Kruibeke. en afkomstig uit Waasmunster. In 2007 werd Vergeylen gekozen als laureaat voor de Nationale Trofee Victor Boin. Na zijn spelerscarrière werd hij actief als coach van Florian Van Acker en Bart Brands.
Vergeylen is afkomstig uit Waasmunster.